# Lubiatówka (dopływ Dębnicy)
Lubiatówka – struga, prawy dopływ Dębnicy o długości 6,86 km i powierzchni zlewni 16,92 km². 
Struga płynie w województwie zachodniopomorskim, w gminie Barwice. Źródło Lubiatówki znajduje się ok. 0,4 km na północ od osady Liniec. Płynie na południowy wschód do wsi Łeknica, gdzie odbija i biegnie w kierunku zachodnim. Uchodzi do Dębnicy ok. 0,3 km na północ od osady Koprzywienko.
Nazwę Lubiatówka wprowadzono urzędowo w 1948 roku, zastępując poprzednią niemiecką nazwę Luft Bach.